# Weierstrass-szélsőértéktétel
A Weierstrass-szélsőértéktétel a matematikában az analízis egyik legfontosabb, alapvető tétele. Az egyváltozós valós függvények esetén a legtöbbször alkalmazott alakja az, hogy korlátos és zárt intervallumon értelmezett folytonos függvénynek van abszolút maximuma és abszolút minimuma. A tétel tetszőleges korlátos és zárt, azaz kompakt halmazra is érvényes amennyiben Rn-ben maradunk. Általában, Hausdorff-féle topologikus terekben (ahol a korlátos és zárt feltételegyüttes nem esik egybe a kompaktsági kitétellel) a tétel kompakt halmazokra érvényes.

## A tétel
Korlátos és zárt intervallumon értelmezett folytonos függvény felveszi minimumát és maximumát.
Tehát, ha {\displaystyle [a,b]} korlátos és zárt és {\displaystyle f} : {\displaystyle [a,b]} {\displaystyle \rightarrow }R folytonos függvény, akkor létezik olyan {\displaystyle p}, {\displaystyle q} ∈ {\displaystyle [a,b]}, hogy minden {\displaystyle x} ∈ {\displaystyle [a,b]}-re {\displaystyle f} {\displaystyle (p)} ≤ {\displaystyle f} {\displaystyle (x)} ≤ {\displaystyle f} {\displaystyle (q)}.

## Bizonyítás sorozatkompaktsággal

### Bolzano–Weierstrass-tétellel
Belátjuk, hogy {\displaystyle f} ( {\displaystyle [a,b]} ) sorozatkompakt, amiből a Bolzano–Weierstrass-tétel közvetlen következményeként adódik, hogy {\displaystyle f} ( {\displaystyle [a,b]} ) korlátos és zárt.
Legyen ({\displaystyle y_{n}}) egy {\displaystyle f} ( {\displaystyle [a,b]} )-ben haladó sorozat. Belátjuk, hogy van olyan konvergens részsorozata, melynek határértéke szintén {\displaystyle f} ( {\displaystyle [a,b]} ) beli. Minden {\displaystyle n} természetes számra
{\displaystyle H_{n}:=\{x\in [a,b]\mid y_{n}=f(x))\}\neq \emptyset }
így a kiválasztási axióma miatt létezik olyan ({\displaystyle x_{n}}) sorozat, mely {\displaystyle [a,b]}-ben halad és minden {\displaystyle n} természetes számra {\displaystyle y_{n}} = {\displaystyle f} {\displaystyle (x_{n})}. A Bolzano–Weierstrass-tétel miatt ekkor ({\displaystyle x_{n}})-nek létezik konvergens ({\displaystyle z_{k}}) részsorozata, melynek határértéke az {\displaystyle [a,b]}-beli {\displaystyle u} szám. A folytonosságra vonatkozó átviteli elv alapján ekkor az ( {\displaystyle f} ({\displaystyle z_{k}}) ) sorozat, mely az ({\displaystyle y_{n}}) részsorozata, konvergens és határértéke az {\displaystyle f} ( {\displaystyle [a,b]} )-beli {\displaystyle f} {\displaystyle (u)} szám.
A Bolzano–Darboux-tételből tudjuk, hogy {\displaystyle f} értékkészlete intervallum. Az előbb beláttuk, hogy ez korlátos és zárt. Mivel így min {\displaystyle f} ( {\displaystyle [a,b]} ) ∈ {\displaystyle f} ( {\displaystyle [a,b]} ) és max {\displaystyle f} ( {\displaystyle [a,b]} ) ∈ {\displaystyle f} ( {\displaystyle [a,b]} ), azaz a függvény felveszi értékkészletének végpontjait, ezért léteznek olyan {\displaystyle p} és {\displaystyle q} {\displaystyle [a,b]}-beli számok, hogy
{\displaystyle f(p)=\min \,f([a,b])} és
{\displaystyle f(q)=\max \,f([a,b])}
Így az állítást beláttuk.

## További bizonyítások
A tétel efféle bizonyítása két lépésben zajlik. Belátjuk, hogy a korlátos és zárt halmazon értelmezett folytonos függvény
1. korlátos – ez a korlátosság tétele
2. felveszi minimumát és maximumát – ez a szélsőérték tétele vagy a szűkebb értelemben vett Weierstrass-tétel.

Mindkét lemmát többféleképpen is igazolhatjuk.

### 1. A korlátosság igazolása

#### Heine–Borel-tétellel
Belátjuk, hogy {\displaystyle f} korlátos. A folytonosság definíciója miatt minden ε-hoz, például :ε=1-hez és minden x ∈ {\displaystyle [a,b]}-hez létezik olyan δx pozitív szám, hogy minden {\displaystyle x'} ∈ {\displaystyle [a,b]}-re, amennyiben {\displaystyle |x-x'|} < δx, akkor {\displaystyle |f(x)-f(x')|} < ε.
Vegyük minden {\displaystyle [a,b]}-beli pontnak a δx sugarú nyílt környezetét. Ez a nyílt halmaz rendszer lefedi {\displaystyle [a,b]}-t így a Borel–Lebesgue-tétel miatt ezek közül már véges sok is lefedi {\displaystyle [a,b]}-t. Legyen ez az
{\displaystyle I_{i}=(x_{i}-\delta _{x_{i}},x_{i}+\delta _{x_{i}}),\quad \quad i=1...n}
véges intervallumrendszer. Az {\displaystyle f(x_{i})} számok között van legkisebb és legnagyobb, legyen ez rendre {\displaystyle f(u)} és {\displaystyle f(v)}. Minden {\displaystyle x} ∈ {\displaystyle [a,b]}-re létezik i, hogy x ∈ Ii, így
{\displaystyle f(u)-\varepsilon \leq f(x_{i})-\varepsilon <f(x)<f(x_{i})+\varepsilon \leq f(v)+\varepsilon }
tehát {\displaystyle f} korlátos.

#### A felsőhatár axiómával
Legyen H a következő halmaz:
{\displaystyle H:=\{x\in [a,b]\mid f{\mbox{ az }}[a,x]{\mbox{-en korl}}\mathrm {\acute {a}} {\mbox{tos}}\}}
H nem üres, mert a ∈ H, és felülről korlátos, mert {\displaystyle [a,b]} lefedi, így a felsőhatár axióma és [a,b] zártsága miatt létezik sup H ∈ [a,b]. Legyen az a h szám. Állítjuk, hogy h = b. Ha ugyanis h < b állna, akkor minden ξ ∈ [a,b]-re, melyre h < ξ teljesül [a,ξ]-ben f már nem lenne korlátos. Azonban f a h-ban is folytonos, így a h egy alkalmas δ sugarú környezetében korlátos, így [a , h - δ]-ban és [h - δ , h + δ]-ban is, amiből következik, hogy az unióban, [a , h + δ]-ban is, ami ellentmond annak, hogy h a H szuprémuma, hiszen a nála nagyobb h + δ is elem H-nak.

### 2. A szélsőértéktétel

#### Az értékkészlet szuprémumtulajdonságával
Belátjuk, hogy {\displaystyle f} felveszi a szuprémumát és infimumát. Nemüres, korlátos valós részhalmaznak van alsó és felső határa. Legyen {\displaystyle f} értékkészletének felső határa {\displaystyle S}. Ekkor minden {\displaystyle x} ∈ {\displaystyle [a,b]}-re
{\displaystyle f(x)\leq S}
Ha nem lenne {\displaystyle x_{S}} ∈ {\displaystyle [a,b]}, hogy {\displaystyle f(x_{S})} = {\displaystyle S}, akkor a
{\displaystyle g(x)={\frac {1}{S-f(x)}}\quad \quad x\in [a,b]}
függvény értelmezve lenne a teljes {\displaystyle [a,b]}-n. {\displaystyle g} folytonos, mert a folytonosságot megőrző függvényműveletekkel lett {\displaystyle f}-ből elkészítve, de nem korlátos, ami az előző szakasz miatt ellentmondást ad. Minthogy ugyanis {\displaystyle S} a szuprémum, minden ε pozitív számra létezik {\displaystyle x} ∈ {\displaystyle [a,b]}, hogy {\displaystyle S} - ε < {\displaystyle f(x)}, de ekkor g(x) > 1/ε, azaz {\displaystyle g} minden határon túl nő.

## Következmény
A Bolzano–Darboux-tétel és a Bolzano–Weierstrass-tétel felhasználásával tehát a Weierstrass-tételt a következő formában is kimondhatjuk:
Tétel – Kompakt halmazon értelmezett folytonos függvény képe kompakt.
Ezt néha Weierstrass második tételének is nevezik, és ez esetben az előző állítás az első számú.